# Cyrtopholis ischnoculiformis
Cyrtopholis ischnoculiformis là một loài nhện trong họ Theraphosidae.
Loài này thuộc chi Cyrtopholis. Cyrtopholis ischnoculiformis được Pelegrin Franganillo-Balboa miêu tả năm 1926.